# Qiu Ying

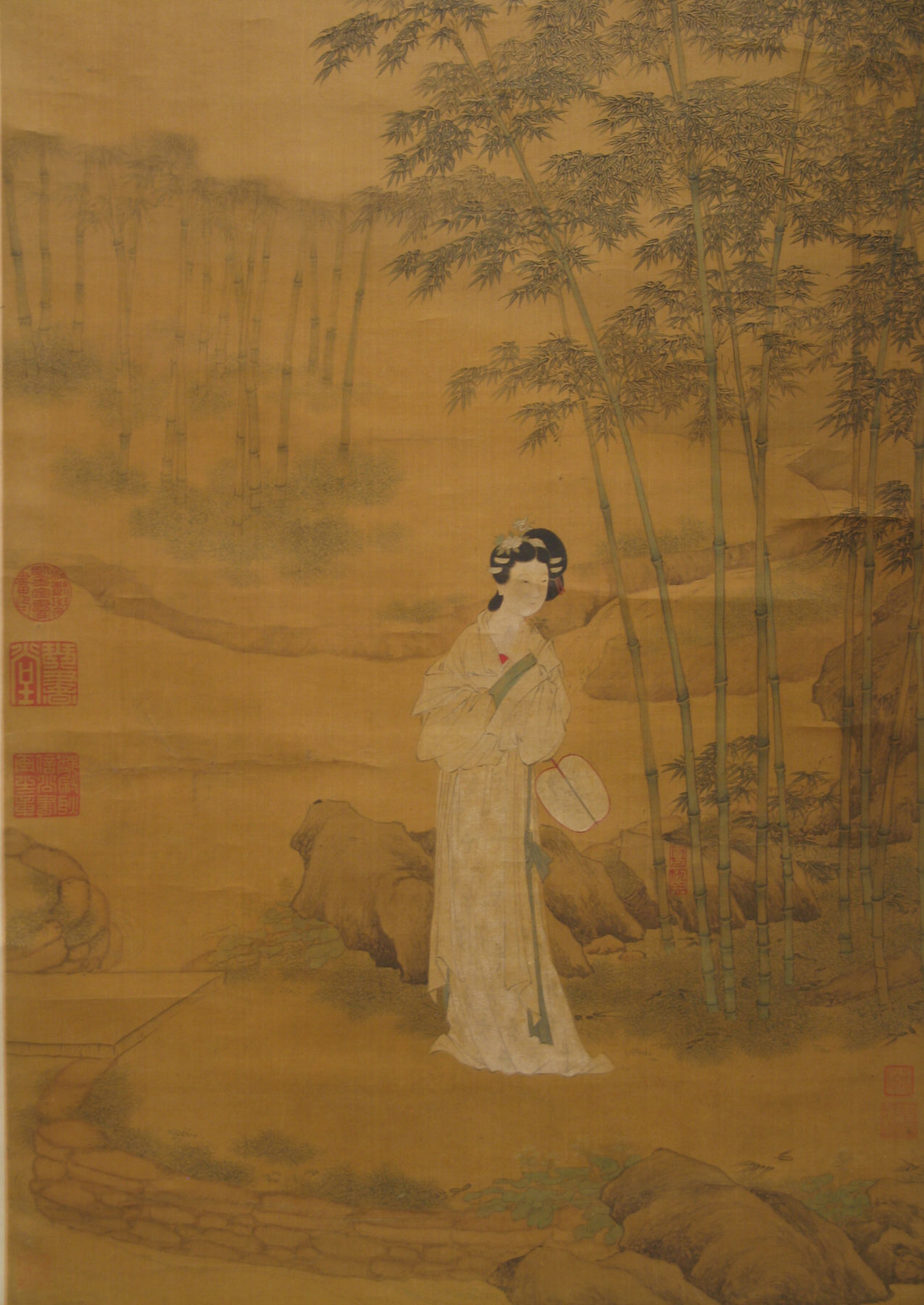
Dame in een bamboebos, collectie Metropolitan Museum of Art

Qiu Ying (仇英; ca. 1494–ca. 1552) was een Chinees kunstschilder uit de Wu-school die actief was tijdens de Ming-periode. Zijn omgangsnaam was Shifu  (实父) en zijn artistieke naam Shizhou  (十洲). Qiu Ying was een van de 'Vier Meesters van de Ming-dynastie', samen met Shen Zhou (1427–1509), Wen Zhengming (1470–1559) en Tang Yin (1470–1524).

## Biografie
Qiu Ying werd rond 1494 geboren in Taicang, in de provincie Jiangsu. Hij was een zoon van een boer, die hem geen klassieke opleiding kon betalen. Zonder kennis van de confucianistische klassieken, Chinese kalligrafie en dichtkunst kon Qiu niet deelnemen aan het Chinees examenstelsel. Op jonge leeftijd kwamen zijn artistieke vaardigheden onder de aandacht van Zhou Chen (1460–1535). Deze onderwees hem in de schilderkunst. 
Om in zijn onderhoud te kunnen voorzien werd Qiu gildemeester in kleurstoffen en lak in Suzhou en schilderde hij voor een aantal rijke beschermheren in zijn woonplaats.

## Werken
Qiu Ying schilderde zowel in gewassen inkt als in blauw en groen in de gongbi-stijl. Zijn oeuvre omvatten onder andere bloemschilderingen, historische en religieuze taferelen en shan shui-werken in de blauwgroene landschapsstijl.
Qiu was een bekwaam kopiist en werkte in die hoedanigheid voor veel kunstverzamelaars. Dit stelde hem in staat om veel oude meesters te kopiëren en hun technieken eigen te maken. Na verloop van tijd ontwikkelde Qiu ook zijn eigen kleurrijke en complexe stijl, die invloeden vertoond van Wen Zhengming en Tang Yin. Zijn beheersing van een groot aantal schildertechnieken en zijn veelzijdige talent gaf hem de erkenning als een van de meesters van zijn tijd.
- Gemeinsame Normdatei: 133582779
- International Standard Name Identifier: 0000 0000 6321 2503
- KulturNav: 10116e29-703e-436a-b5b5-aff54014af7a
- Library of Congress Control Number: n81090299
- Nationale bibliotheek van Australië: 36606204
- Nederlandse Thesaurus van Auteursnamen: 285530380
- RKD-Nederlands Instituut voor Kunstgeschiedenis: 442124
- LIBRIS: 319990
- Système universitaire de documentation: 094964025
- Trove: 1323022
- Union List of Artist Names: 500324495
- Virtual International Authority File: 13504023
- WorldCat: E39PCjxvqCQYxcMycDtmCMcJKq